# Почётные звания Казахстана
В Республике Казахстан устанавливаются следующие почётные звания:
- Заслуженный деятель Казахстана (каз. Қазақстанның еңбек сіңірген қайраткерi) — присваивается видным государственным и общественным деятелям, представителям науки, культуры, искусства, производства и социальной сферы за большие заслуги перед республикой;
- Лётчик-космонавт Казахстана (каз. Қазақстанның ғарышкер-ұшқышы) — присваивается гражданам, успешно осуществившим заданную программу космического полёта, образцово выполнившим поставленные перед ними научно-технические, исследовательские и практические задачи.

Лицам, удостоенным почётных званий Республики Казахстан, вручат нагрудный знак установленного образца.